# Dalibor Brun
Dalibor Brun (19. rujna 1949.) je hrvatski glazbenik. Pjevač je zabavne i pop glazbe iz Rijeke.
Pjevao je u riječkoj skupini Uraganima. Nakon toga 1968. je otišao u Korni grupu, u kojoj je pjevao u prvim godinama njena sviranja, i to, zamijenivši Dušana Prelevića. Od 1969. pjeva samostalno.
Izvodio je pjesme poznatih hrvatskih skladatelja, kao što su Đorđe Novković, Stipica Kalogjera, Hrvoje Hegedušić, Mustafa Ismailovski i drugi. Često je izvodio pjesme Maje Perfiljeve i Drage Britvića, ali i Željka Sabola, Aleksandra Ace Koraća i Vojkana Borisavljevića. 2010-ih surađuje s Draženom Zečićem, Sinišom Vucom i Željkom Pavičićem.
1968. je sudjelovao na festivalu Melodijama Istre i Kvarnera s pjesmom Okrutno more, skladatelja Daria Ottaviania, tekst je napisao sam Dalibor Brun, a aranžman Josip Forenbacher. Dobio je drugu nagradu publike, prvi je bio Toni Kljaković s pjesmom naslova Urinjsk baklja, a treću nagradu dobio je Vjekoslav Jutt s pjesmom naslova Primorje moje.
Sudjelovao je na nekoliko Splitskih festivala zabavne glazbe (1975. Lipa luna, 1976. Ja te ljubim, 1983. Uspavanka), Zagrebačkih festivala zabavne glazbe (1972. Miruj, miruj, srce, 1973. Otkad si tuđa žena, 1975. I poveo sam je u travu), Opatijskom festivalu (1975. Ruže, 1976. Ne pitaj me zašto). U inozemstvu je pjevao na festivalu Vaš šlager sezone 1978. (Ja ostajem s tobom), kao i na Beogradskom proleću (1970. i 1976. godine). Bio je dijelom Hrvatskog Band Aida 1991. godine.

## Diskografija
- Prolaze godine/Tvoje plave oči, Liza, 1969.
- Ovaj život s tobom/Za tebe, 1970.
- Djeca ljubavi/Uvek ću ostati tvoj, 1970.
- Kidajmo lance ljubavi/Marie, 1971.
- Spavaj pored mene/Noći pune tebe, 1971.
- Zašto me ostavljaš?/Moja, moja, 1972.
- Miruj, miruj, srce/Nema više ljubavi, 1972.
- Suze, suze/Ekstaza, 1972.
- Nevjerna je ona bila/Bit ću s tobom, 1973.
- Voljenoj, 1973.
- Otkad si tuđa žena/Što želiš od mene, 1973.
- Tiha tugo moja/Željena, 1974.
- Ponovo na poznatom putu, 1974.
- Živi kako hoćeš/Kuca li srce zbog mene, 1974.
- I poveo sam je u travu/Voliš li - čekaj me, 1975.
- Lipa luna/Ti si žena, 1975.
- Ruže/Nedaj, nedaj moja ljubavi, 1975.
- Ja te ljubim/Proljetna pjesma, 1976.
- Ne pitaj me zašto/Moj bolni krvav cvijet, 1976.
- Poludjela ptica, 1976.
- Zaboravit ću tebe/Dok smo zajedno bili, 1977.
- Nosio sam cvijeće pod prozore/Kad ti jednom bude dosta, 1977.
- Pozdravimo se, 1993.
- Sve najbolje od Dalibora Bruna, 1995.
- Ranjena duša, 1996.
- Zašto me zoveš, 1998.
- Živim, kako znam, kako mogu, 2000.
- Nema spavanja, 2004.
- Zlatna kolekcija, 2008.
- Megamix br. 1
- Megamix br. 2

## Festivali
- 1969. Opatija - Devojčice mala (kao vokal Korni grupe)
- 1969. Omladina, Subotica - Prolaze godine (Prva nagrada publike)
- 1970. Opatija - Djeca ljubavi
- 1970. Beogradsko proleće - Ovaj život s tobom
- 1970. Omladina, Subotica - Trenutak sreće
- 1971. Zagreb - Marie
- 1972. Zagreb - Miruj, miruj srce
- 1973. Vaš šlager sezone - Muzika, ljubavi moja
- 1973. Zagreb - Od kad si tuđa žena
- 1974. Split - Ne čekaj me, majko
- 1974. Zagreb - Željena
- 1975. Opatija - Ruže
- 1975. Split - Lipa Luna
- 1975. Zagreb - I poveo sam je u travu
- 1975. Festival rodoljubne i revolucionarne pjesme - Vi mlada mladi
- 1976. Opatija - Ne pitaj me zašto
- 1976. Beogradsko proleće - To je bilo davno
- 1976. Split - Ja te ljubim
- 1978. Vaš šlager sezone - Ja ostajem s tobom
- 1979. Split - Zaspala su dica
- 1979. Zagreb - Što bih dao
- 1983. Split - Uspavanka
- 1988. Cavtat fest - Vrati se Melita
- 1994. Melodije hrvatkog Jadrana - Ako te pitaju za mene

## Vanjske poveznice
- Diskografija